# Goodyera wuana
Goodyera wuana är en orkidéart som beskrevs av Tang och Fa Tsuan Wang. Goodyera wuana ingår i släktet knärötter, och familjen orkidéer. Inga underarter finns listade i Catalogue of Life.